# Dendrobium brassii
Dendrobium brassii är en orkidéart som beskrevs av Thomas M. Reeve och Patrick James Blythe Woods. Dendrobium brassii ingår i släktet Dendrobium, och familjen orkidéer.
Artens utbredningsområde är Papua Nya Guinea. Inga underarter finns listade i Catalogue of Life.